# Dmitrij Utkin
Dmitrij Valerievitj Utkin (ryska: Дмитрий Валерьевич Уткин), född 11 juni 1970 i Asbest i Sverdlovsk oblast, död 23 augusti 2023 i Tver oblast, var en rysk arméofficer och medgrundare av Wagnergruppen.
Dmitrij Utkin var till 2013 chef för en enhet inom 2:a Spetsnazbrigaden, ett GRU Spetsnaz-förband, stationerat i Petseri i Pskov oblast. Därefter arbetade han i säkerhetsföretaget Moran och stred som legosoldat i privatarmén Slaviska kåren för president Bashar al-Assad under syriska inbördeskriget 2013, fram till oktober månad.
Utkin anses vara grundare av legosoldatföretaget Wagnergruppen. Han själv hade där kodnamnet ”Wagner” efter den tyske kompositören Richard Wagner. Utkin och Wagnergruppen, liksom flera tidigare legosoldater i Slaviska kåren, har synts både i samband med Rysslands annektering av Krim i februari 2014 och därefter under kriget i Donbass, där de stridit för de proryska separatisterna under rysk-ukrainska kriget.  
I juni 2017 införde USA sanktioner mot Utkin som utpekad ledare för Wagnergruppen. I december 2021 införde Europeiska unionens råd restriktioner för Utkin och andra individer som hade med Wagnergruppen att göra.
Utkin omkom den 23 augusti 2023 i en flygplanskrasch i Tver.